# Обтер-сюр-Дрон (кантон)
Обте́р-сюр-Дрон (фр. Aubeterre-sur-Dronne) — кантон во Франции, находится в регионе Пуату — Шаранта, департамент Шаранта. Входит в состав округа Ангулем.
Код INSEE кантона — 1604. Всего в кантон Обтер-сюр-Дрон входят 11 коммун, из них главной коммуной является Обтер-сюр-Дрон.
Население кантона на 2007 год составляло 3 293 человека.
Коммуны кантона:
- Беллон
- Бон
- Лапрад
- Лез-Эссар
- Монтиньяк-ле-Кок
- Набино
- Обтер-сюр-Дрон
- Пийак
- Руфьяк
- Сен-Ромен
- Сен-Севрен